# Pieter van Ruijven
Pieter Claesz. van Ruijven (Delft, 1624 – Delft, 7 agosto 1674) è stato un mecenate olandese.

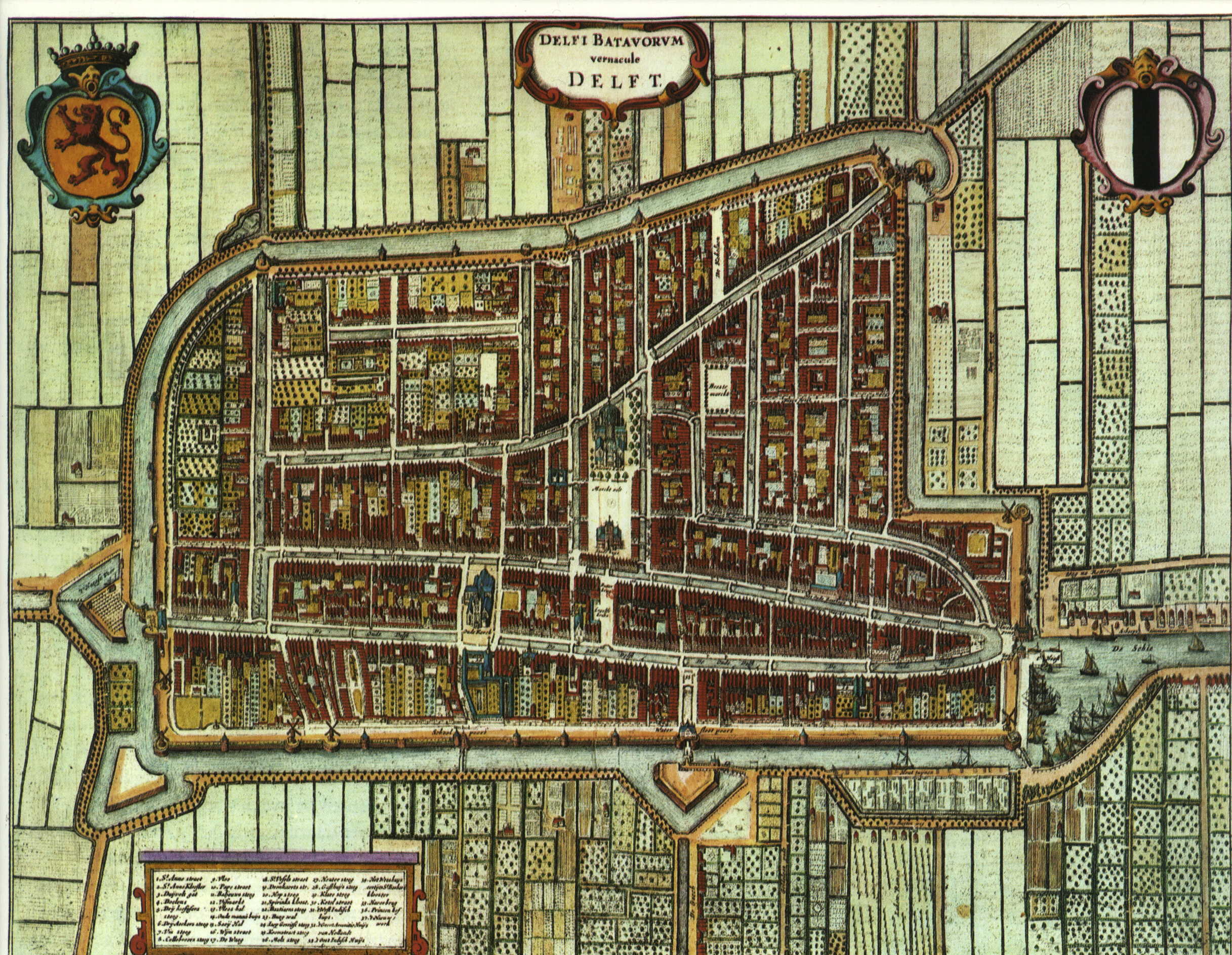
Delft, da Blaeu's Toonneel der Steden, Willem and Joan Blaeu, 1652

È conosciuto soprattutto come mecenate del pittore Jan Vermeer, al quale prestò nel 1657 duecento fiorini. Il nome di van Ruijven è però strettamente collegato ai 21 dipinti di Vermeer che furono venduti nel corso della cosiddetta asta Dissius tenutasi ad Amsterdam nel 1696.

## Biografia

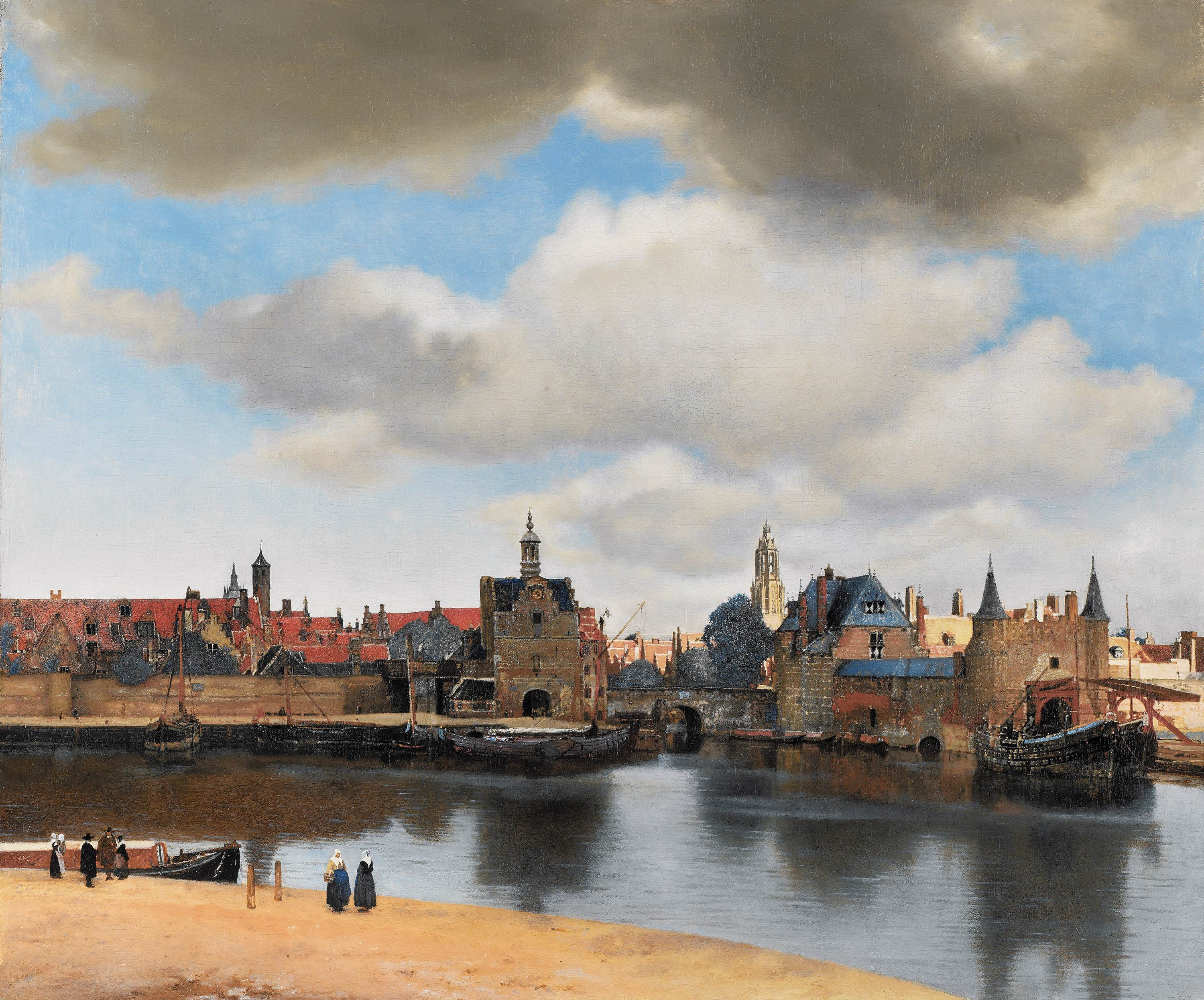
Jan Vermeer, Veduta di Delft, 1660 circ, Mauritshuis, L'Aia

Il padre di Van Ruijven era proprietario di una birreria, «De Os» ("Il bue"), in Voorstraat, che fu costretta a chiudere intorno alla metà degli anni '50 del XVII secolo per la concorrenza dei locali fuori porta. Protestante arminiano liberale, venne escluso per questo motivo dalle alte cariche civili. Nel 1653 sposò Maria de Knuijt, ricca ereditiera. La coppia era proprietaria di almeno tre case a Delft: due in Voorstraat e una nella Vecchia Delft. Una delle case in Voorstraat fu danneggiata dall'esplosione di Delft, il 12 ottobre 1654, per cui van Ruijven chiese anche un pubblico risarcimento. Nel 1660 acquistò la birreria «De Gouden Aecker» (La Ghianda d'oro) al numero 39 di Voorstraat, per 2.100 fiorini. In seguito si trasferirono nella casa della vecchia Delft e poi all'Aia.
Nel 1669 investì parte della sua fortuna – sedicimila fiorini, una cifra astronomica – per l'acquisto di una proprietà presso Schiedam, perché questo comportò anche l'acquisizione del titolo di Signore di Spalanta: un caso tipico di scalata sociale, fenomeno già in corso verso la fine del XVI secolo, ma che raggiunse il suo apice durante il boom economico dei decenni successivi al trattato di Münster. Nel luglio 1674 probabilmente tornarono a Delft, al Voorstraat, poco prima della morte, avvenuta all'età di quarantanove anni.

### Mecenate di Vermeer
Van Ruijven e la moglie furono probabilmente i principali clienti di Vermeer, comprando i suoi quadri forse al ritmo di uno all'anno. È improbabile, dati i tempi di lavorazione dei suoi quadri, che Vermeer avesse nel suo studio suoi dipinti invenduti, e pertanto la visita, così come descritta nel diario di Pieter van Berkhout Teding nel 1669, da parte di un gruppo di appassionati d'arte fra i quali Constantijn Huygens, dovette probabilmente riguardare proprio la collezione di dipinti di Vermeer di proprietà di Van Ruijven.
Alla sua morte la collezione passò alla vedova e in seguito alla figlia Magdalena, nata nel 1655, che nel 1680 aveva sposato Jacob Abrahamsz Dissius, un rilegatore. Magdalena van Ruijven morì nel 1682, un anno dopo sua madre, lasciando il marito erede, tra l'altro, della collezione di quadri. Nel 1695 anche Jacob Dissius morì e l'anno dopo si svolse ad Amsterdam la cosiddetta asta Dissius, nel corso della quale furono venduti ventun dipinti di Vermeer.